# مشاعر معادية للهند

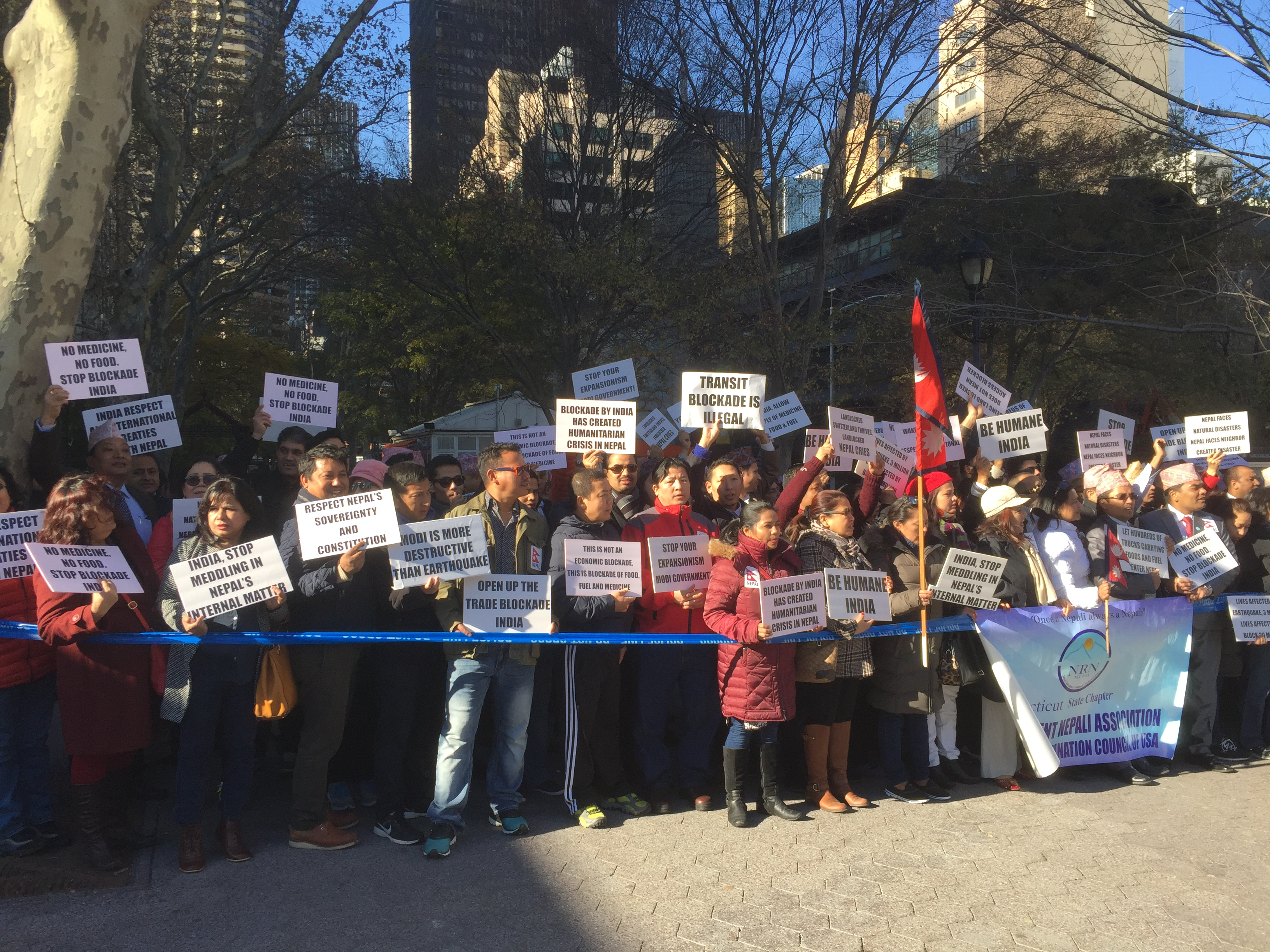

يشير مصطلح الهندوفوبيا أو «المشاعر المعادية للهند» إلى شعور الكراهية والمشاعر السلبية تجاه الهند والهنود والثقافة الهندية. يُعرف مصطلح «هندوفوبيا» رسميًا في سياق التحيز المعادي للهند في شرق إفريقيا على أنه «الميل للتفاعل بشكل سلبي تجاه الأشخاص الهنود ومختلف جوانب الثقافة والعادات الهندية». يوجد مصطلح معاكس للهندوفوبيا وهو «هندومانيا، أو المشاعر المؤيدة للهند».

## المشاعر التاريخية المناهضة للهند
بدأ شعور الخوف من الصينيين أو «الصينوفوبيا» بالظهور في أمريكا الشمالية بحلول أواخر القرن التاسع عشر بعد الهجرة الصينية والعمالة الرخيصة التي قدمتها من أجل المساعدة في بناء السكك الحديدية في كاليفورنيا وأماكن أخرى على الساحل الغربي. عارض العمال والصحف والسياسيون بما وُصف في اللغة المهنية الشائعة هذا «الخطر الأصفر». أدى اجتثاث الآسيويين من القوى العاملة إلى إنشاء رابطة الاستبعاد الآسيوية. توسع «كره الأجانب» بعد أن شمل الجالية الهندية والتي كان معظم أفرادها من السيخ البنجابيين المستقرين في ولاية كاليفورنيا، ليشمل المهاجرين من الهند البريطانية.

### الفترة الاستعمارية

#### دراسات الهند الثقافية والتاريخية
ناقش عالم الآثار الأمريكي توماس تراوتمان العلاقة بين «الهندومانيا» و«الهندوفوبيا» أثناء الحقبة الاستعمارية في عام 1997 ووجد أن الهندومانيا أصبحت معيارًا أساسيًا في بريطانيا في أوائل القرن التاسع عشر نتيجة لأجندة التوعية الإنجيلية والنفعية، خاصة من قبل تشارلز جرانت وجيمس ميل. لاحظ المؤرخون أنه خلال الإمبراطورية البريطانية، «أدى التأثير الإنجيلي إلى دفع السياسة البريطانية إلى مسار يميل للتقليل من إنجازات الحضارة الهندية إلى أدنى حد بالإضافة إلى تشويهها واعتبار أنها نفي للهندومانية البريطانية السابقة والتي كانت تؤمن بالحكمة الهندية».
ورد في ملاحظات غرانت المؤثرة حول الاهتمامات الآسيوية لبريطانيا العظمى (1796) انتقاد للمستشرقين بسبب احترامهم الزائد للثقافة الهندية والدين الهندوسي. حاول في عمله تحديد «المكان الحقيقي للهندوس ضمن النطاق الأخلاقي»، وادعى أن الهندوس «شعب فاسد للغاية». اعتقد غرانت أن واجب بريطانيا العظمى هو تنمية وتوطين السكان الأصليين وليس الاهتمام بالأجانب وخاصة الهنود.
كان للورد ماكولي، والذي عمل في المجلس الهندي الأعلى بين عامي 1834 و1838 دور فعال في إنشاء أسس الهند المستعمرة ثنائية اللغة. أقنع الحاكم العام بتبني اللغة الإنجليزية على أنها وسيلة التعليم الأساسية في البلاد اعتبارًا من السنة السادسة من الدراسة بدلاً من اللغة السنسكريتية أو العربية. قال دفاعًا عن فكرته: «لم أجد أحدًا يستطيع أن ينكر أن رفًا واحدًا في مكتبة أوروبية جيدة يساوي كل الأدب الأصلي للهند والجزيرة العربية». وكتب أن العربية والسنسكريتية الطبية تخزي الطب، أما عندما وصف مذهب علم الفلك العربي فقد قال إن من شأنه أن يثير الضحك لدى فتيات في مدرسة إنجليزية داخلية. أما بالحديث عن التاريخ، فإن التاريخ العربي يعزز ويصف ملوكًا وصل طولهم إلى ثلاثين قدمًا وبقوا ثلاثين ألف عام، أما في مجال الجغرافيا، تتكون جغرافيتهم من بحار من العسل الأسود والزبد.
كان جيمس ميل واحدًا من المؤرخين الأكثر نفوذًا في الهند خلال الإمبراطورية البريطانية، وانتُقد بسبب التحيز ضد الهندوس. كتب هوراس هايمان ويلسون أن ميل كان «شريرًا». ادعى ميل أن كلًا من الهنود والصينيين جبناء، وبلا مشاعر وكاذبون. هاجم كل من ميل وغرانت منحة المستشرقين التي كانت تحترم الثقافة الهندية بشكل كبير: «من المؤسف أن يتكرس العقل الصافي والنقي للغاية من أجل السعي وراء معرفة الحقيقة الشرقية، مثلما فعل السير وليام جونز، كان ينبغي أن يبحث في حالة حضارية عالية ضمن الدول الرئيسية في آسيا».
عارض داداباي ناورجي هذه المشاعر المعادية للهند.

### المستعمرون
تكثفت النظرة النمطية للهنود أثناء وبعد التمرد الهندي في عام 1857، والذي عُرف باسم حرب الاستقلال الأولى للهنود مثل تمرد سيبوي للبريطانيين، عندما تمرد الهنود على حكم شركة الهند الشرقية التابعة لبريطانيا في الهند. استخدم المستعمرون البريطانيون مزاعم الاغتصاب في الحرب كدعاية من أجل تبرير استعمار الهند. على الرغم من أن حوادث الاغتصاب التي ارتكبها المتمردون الهنود ضد النساء والفتيات البريطانيات كانت غير شائعة بشكل عام، بالغت وسائل الإعلام البريطانية في ذلك من أجل تبرير استمرار التدخل البريطاني في شبه القارة الهندية.
كانت الصحف البريطانية قد نشرت في ذلك الوقت العديد من روايات شهود العيان عن نساء وفتيات بريطانيات تعرضن للاغتصاب على أيدي المتمردين الهنود، لكنها لم تقدم سوى أدلة قليلة. تبين لاحقًا أن بعضها كان عبارة عن إشاعات رُويت من أجل رسم الناس الأصليين على أنهم متوحشون يحتاجون إلى الحضارة، وهي مهمة تُعرف أحيانًا باسم «عبء الرجل الأبيض». أحد هذه القصص التي نشرتها التايمز، بخصوص حادثة اغتصبت فيها 48 فتاة بريطانية لا تتجاوز أعمارهن 10-14 سنة على أيدي المتمردين الهنود في دلهي، وانتقدها كارل ماركس باعتبارها دعاية، وأشار إلى أن القصة من كتابة رجل دين في بنغالور، بعيد عن الأحداث. رافق التمرد موجة من التخريب المناهض للهند. عندما سقطت دلهي أمام البريطانيين، تعرضت المدينة للنهب. نُهبت القصور وهُدمت المساجد فيما سمي «عملاً متعمدًا من أعمال التخريب غير الضرورية».
على الرغم من صحة الحسابات الاستعمارية المشكوك فيها فيما يتعلق بالتمرد، فإن الصورة النمطية «للمغتصب ذي البشرة الداكنة» ذكرت بشكل متكرر في الأدب الإنجليزي في أواخر القرن التاسع عشر وأوائل القرن العشرين. كان لفكرة حماية «العفة الأنثوية» البريطانية من «الذكر الهندي الشهواني» تأثير كبير على سياسات بريطانيا التي تحظر التعامل بين البريطانيين والهنود. في حين فُرضت بعض السياسات التقييدية على الإناث البريطانيات «من اجل حمايتهن»، وتوجهت معظم السياسات ضد الهنود. على سبيل المثال، اعترض العديد من المستعمرين البريطانيين على مشروع قانون إلبيرت بيل لعام 1883، والذي كان من شأنه أن يمنح القضاة الهنود الحق في الحكم على الجناة البريطانيين، على أساس أنه لا يمكن الوثوق بالقضاة الهنود في القضايا التي تخص اغتصاب الإناث البريطانيات.

### ما بعد الاستقلال
زادت نسبة الخوف المعاصر من الهند في العالم الغربي، لاسيما في الولايات المتحدة، بسبب نمو وتصاعد التعاون الهندي الأمريكي وزيادة الشركات متعددة الجنسيات والاستثمار في الدول النامية وعمال الياقات البيضاء من قبل الشركات الأمريكية. تتجلى الهندوفوبيا في الغرب من خلال التخويف والمضايقة، مثل حالة «دوتبوسترز»، وهي مجموعة كراهية تستهدف الآسيويين الجنوبيين.

## آسيا

### باكستان
وفقًا لكريستوف جافريلوت وجان لوك راسين، تُعتبر القومية الباكستانية معادية للهند في المقام الأول، على الرغم من أن الهند كانت جزءًا من حضارة وادي السند على مدار آلاف السنين؛ «هذا هو جوهر هوية البلد». ومع ذلك، تراجعت المشاعر المعادية للهند والهندوس في البلاد منذ استقلالها. وفقًا لأستاذ جامعة تافتس سيد فالي رضا نصر، فإن المشاعر المعادية للهند عادت بقوة إلى باكستان مع صعود الجماعة الإسلامية أثناء عهد أبو العلا مودودي.